# Radio Obywatelskie

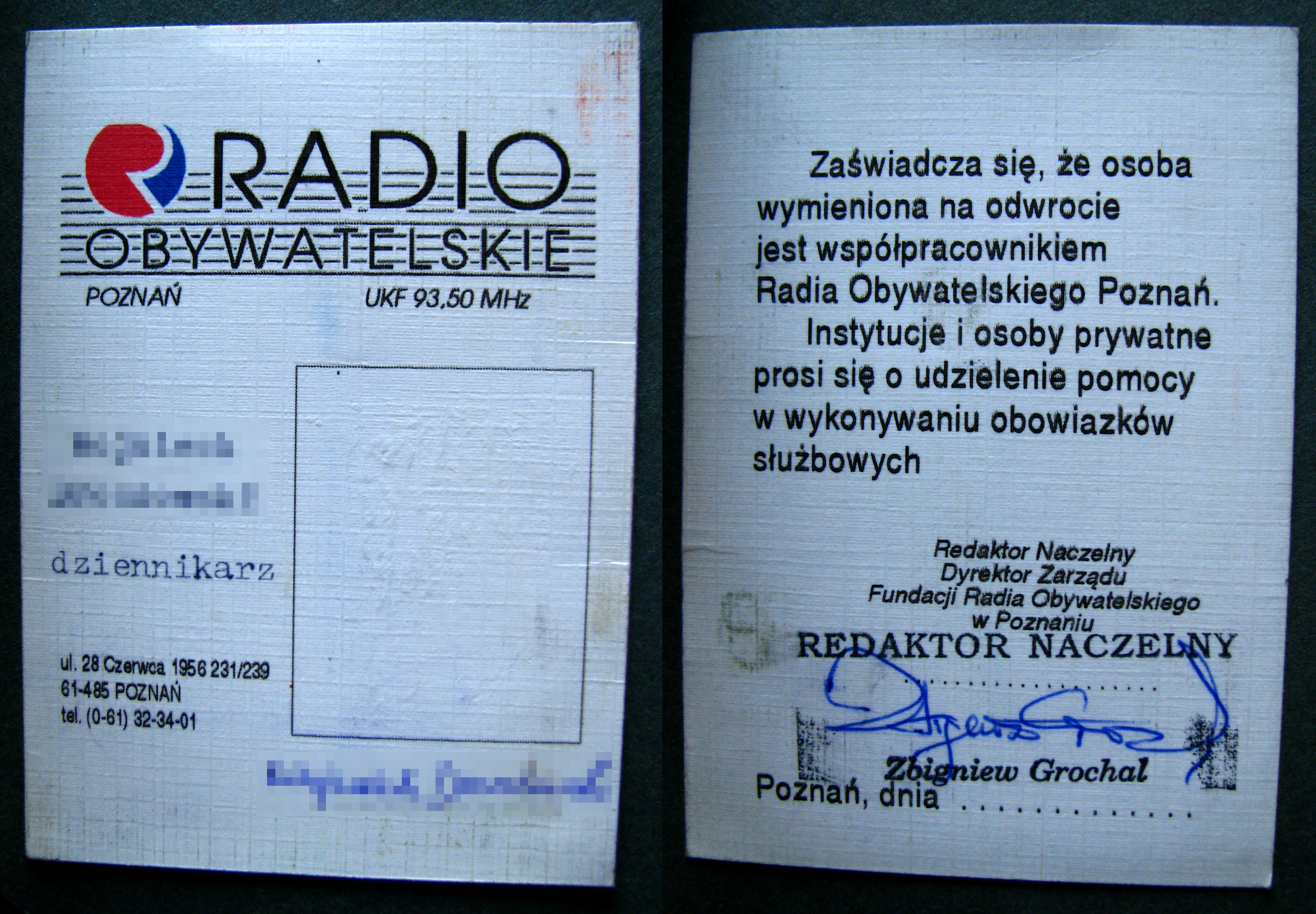
Legitymacja prasowa Radia Obywatelskiego Poznań. Awers i rewers

Radio Obywatelskie Poznań – pierwsze „talk radio” w Polsce.
Istniało w latach 1992–1998. Program emitowało w Poznaniu i okolicach na częstotliwości 70,34 MHz, a po uzyskaniu koncesji na 93,5 FM.

## Historia
Radio Obywatelskie Poznań powstało pod koniec 1992 roku. Założycielami stacji byli Robert D. Gamble oraz Fundacja Obywatelska. W dniu 17 stycznia 1995 roku Fundacja Obywatelska uzyskała koncesję na nadawanie programu radiowego. Radio Obywatelskie nadawało do jesieni 1998 roku. Po wycofaniu się Roberta D. Gamble’a ze sponsoringu, Fundacja Obywatelska przekształciła Radio Obywatelskie w Radio 93,5 Klasyka FM, nadające muzykę poważną i filmową.

## Założenia programowe
Według współczesnych kryteriów rozgłośnia nie miała ściśle określonej docelowej grupy słuchaczy. Na antenie pojawiały się zarówno audycje dla dzieci, jak i formy przeznaczone dla słuchaczy przyzwyczajonych do audycji publicznych rozgłośni. Radio Obywatelskie nadawało spokojną muzykę, choć pojawiały się także audycje autorskie prezentujące np. muzykę country, piosenkę aktorską, piosenkę francuską, muzykę poważną, filmową itd. Radio Obywatelskie spełniało funkcje radia społecznego. Dużo czasu w programie zajmowały prowadzone „na żywo” rozmowy ze słuchaczami. Linerem radia było: „Radio Obywatelskie – Radio, które słucha ciebie”. W pierwszym okresie działalności radio nie nadawało reklam.

## Struktura własnościowa i kierownictwo stacji
Właścicielem stacji była Fundacja Obywatelska założona w 1989 r. przez Lecha Wałęsę. Zgodnie z umową zawartą pomiędzy Fundacją Obywatelską a sponsorem radia Robertem D. Gamble, Radiem Obywatelskim zarządzał w latach 1993–1998 dyrektor generalny Fundacji Obywatelskiej Jan Bebrysz. Natomiast sprawami programowymi oraz programową współpracą z Robertem D. Gamble zajmowali się kolejni redaktorzy naczelni zatrudnieni przez Fundacje Obywatelską, czyli: Julian Zydorek i Juliusz Kubel, Bożena Plota oraz Zbigniew Grochal.

## Zaprzestanie emisji
Radio Obywatelskie nie przetrwało próby czasu. Ze względu na rolę, jaką pełnił w nim Robert D. Gamble radio było przedsięwzięciem autorskim i niepowtarzalnym. Dlatego też z chwilą podjęcia decyzji przez głównego sponsora o zaprzestaniu sponsorowania radia, siłą rzeczy Radio Obywatelskie zakończyło swoją działalność. W efekcie tej decyzji pod koniec września 1998 roku Fundacja Obywatelska rozpoczęła przygotowania do emisji nowego programu radiowego pod nazwą Radio 93,5 Klasyka FM.

## Ciekawostki
W początkowym okresie działalności dżinglem stacji był utwór skomponowany przez Aarona Coplanda, pt. Appalachian Spring (sekcja 7).
Robert Gamble opracował pięć zasad, które były kilkakrotnie w ciągu audycji przypominane:

1. Posługujemy się językiem bez brzydkich słów.
2. Czas dzwoniącego ograniczony jest do 2,5 minuty.
3. Chwalimy lub krytykujemy człowieka za to, co robi lub czego nie robi, a nie za to kim jest.
4. Tylko Pan Bóg wie, co jest prawdziwą motywacją drugiego człowieka. Dlatego jeśli nie możemy zacytować wypowiedzi tego człowieka, to powinniśmy powiedzieć: mam wrażenie, że taka jest jego motywacja.
5. Podczas programu stały gospodarz nie ma prawa do wyrażania własnej opinii – współgospodarz ma takie prawo, ale stały gospodarz – nie!

Znany z dużego poczucia humoru Gamble nagrał trzy wersje zasad, nazywając je najkrótszą, pokorną i arogancką. Wersje różniły się tylko intonacją głosu czytającego.

## Historia częstotliwości 93,5 FM w Poznaniu
- 1995 – 1998: Radio Obywatelskie
- 1998 – 2002: Radio 93,5 Klasyka FM
- 2002 – 2006: Kiss FM
- 2006 – obecnie: RMF MAXXX Poznań